# I liga paragwajska w piłce nożnej (1999)
Mistrzem Paragwaju został klub Club Olimpia, natomiast wicemistrzem Paragwaju – Cerro Porteño.
Sezon podzielony został na dwa turnieje – Apertura i Clausura. Zwycięzcy obu turniejów mieli zmierzyć się o mistrzostwo kraju, a zwycięzca miał zdobyć tytuł mistrza, natomiast przegrany tytuł wicemistrza Paragwaju.
Do turniejów międzynarodowych zakwalifikowały się następujące kluby:
- Copa Mercosur 1999: Cerro Porteño, Club Olimpia
- Copa Libertadores 2000: Club Olimpia, Cerro Porteño i Atlético Colegiales

Do drugiej ligi spadły dwa kluby – Club Presidente Hayes i Resistencia SC. Na ich miejsce z drugiej ligi awansował klub Universal Encarnación. Liga została zmniejszona z 11 do 10 klubów.

## Torneo Apertura 1999

### Apertura 1
| Mecze 1-4 lutego 1999                           |
| ----------------------------------------------- |
| Cerro Porteño – 12 de Octubre Itaugua 1:1       |
| Sportivo San Lorenzo – Atlético Colegiales 5:2  |
| Club Presidente Hayes – Club Sol de América 0:2 |
| Sportivo Luqueño – Resistencia SC 4:2           |
| Club Olimpia – Club Guaraní 2:2                 |

### Apertura 2
| Mecz                                          |
| --------------------------------------------- |
| Club Olimpia – 12 de Octubre Itaugua 5:1      |
| Cerro Corá Asunción – Atlético Colegiales 2:2 |
| Club Guaraní – Club Presidente Hayes 3:2      |
| Resistencia SC – Club Sol de América 1:2      |
| Sportivo Luqueño – Sportivo San Lorenzo 3:1   |

### Apertura 3
| Mecz                                            |
| ----------------------------------------------- |
| Sportivo San Lorenzo – Resistencia SC 3:0       |
| Club Olimpia – Atlético Colegiales 5:2          |
| Cerro Corá Asunción – Club Presidente Hayes 4:2 |
| Club Sol de América – 12 de Octubre Itaugua 0:0 |
| Cerro Porteño – Sportivo Luqueño 2:2            |

### Apertura 4
| Mecz                                          |
| --------------------------------------------- |
| Sportivo Luqueño – Atlético Colegiales 3:2    |
| Cerro Porteño – Club Presidente Hayes 4:2     |
| Sportivo San Lorenzo – Club Guaraní 3:0       |
| Club Sol de América – Cerro Corá Asunción 4:1 |
| 12 de Octubre Itaugua – Resistencia SC 4:0    |

### Apertura 5
| Mecze 12-14 marca 1999                           |
| ------------------------------------------------ |
| Cerro Corá Asunción – Club Guaraní 1:3           |
| Sportivo San Lorenzo – 12 de Octubre Itaugua 1:1 |
| Cerro Porteño – Resistencia SC 2:1               |
| Club Sol de América – Atlético Colegiales 1:2    |
| Club Olimpia – Club Presidente Hayes 0:0         |

### Apertura 6
| Data          | Mecz                                            |
| ------------- | ----------------------------------------------- |
| 21 marca 1999 | Club Olimpia – Resistencia SC 3:0               |
| 21 marca 1999 | Cerro Porteño – Sportivo San Lorenzo 3:0        |
| 21 marca 1999 | Club Guaraní – Atlético Colegiales 1:0          |
| 21 marca 1999 | 12 de Octubre Itaugua – Cerro Corá Asunción 1:0 |
| 21 marca 1999 | Club Sol de América – Sportivo Luqueño 1:2      |

### Apertura 7
| Data          | Mecz                                            |
| ------------- | ----------------------------------------------- |
| 28 marca 1999 | Sportivo Luqueño – Club Guaraní 1:1             |
| 28 marca 1999 | Atlético Colegiales – 12 de Octubre Itaugua 1:0 |
| 28 marca 1999 | Cerro Corá Asunción – Cerro Porteño 1:4         |
| 28 marca 1999 | Sportivo San Lorenzo – Club Olimpia 0:3         |
| 28 marca 1999 | Resistencia SC – Club Presidente Hayes 1:1      |

### Apertura 8
| Data             | Mecz                                             |
| ---------------- | ------------------------------------------------ |
| 11 kwietnia 1999 | Club Guaraní – Club Sol de América 0:1           |
| 11 kwietnia 1999 | Cerro Porteño – Atlético Colegiales 2:0          |
| 11 kwietnia 1999 | Club Olimpia – Cerro Corá Asunción 3:2           |
| 11 kwietnia 1999 | Club Presidente Hayes – Sportivo San Lorenzo 0:0 |
| 11 kwietnia 1999 | 12 de Octubre Itaugua – Sportivo Luqueño 0:1     |

### Apertura 9
| Data             | Mecz |
| ---------------- | --- |
| 18 kwietnia 1999 | Club Guaraní – Resistencia SC 4:0                                                                                            |
| 18 kwietnia 1999 | Club Sol de América – Sportivo San Lorenzo 1:1                                                                               |
| 18 kwietnia 1999 | 12 de Octubre Itaugua – Club Presidente Hayes 2:2 według innej, mniej prawdopodobnej wersji, mecz zakończył się wynikiem 3:3 |
| 18 kwietnia 1999 | Cerro Corá Asunción – Sportivo Luqueño 2:2                                                                                   |
| 18 kwietnia 1999 | Cerro Porteño – Club Olimpia 1:3                                                                                             |

### Apertura 10
| Data             | Mecz                                            |
| ---------------- | ----------------------------------------------- |
| 25 kwietnia 1999 | Atlético Colegiales – Club Presidente Hayes 2:0 |
| 25 kwietnia 1999 | Club Olimpia – Sportivo Luqueño 1:0             |
| 25 kwietnia 1999 | Cerro Corá Asunción – Resistencia SC 3:1        |
| 25 kwietnia 1999 | Cerro Porteño – Club Sol de América 1:1         |
| 25 kwietnia 1999 | 12 de Octubre Itaugua – Club Guaraní 1:1        |

### Apertura 11
| Data        | Mecz                                           |
| ----------- | ---------------------------------------------- |
| 2 maja 1999 | Sportivo Luqueño – Club Presidente Hayes 4:1   |
| 2 maja 1999 | Club Olimpia – Club Sol de América 1:0         |
| 2 maja 1999 | Cerro Corá Asunción – Sportivo San Lorenzo 1:1 |
| 2 maja 1999 | Resistencia SC – Atlético Colegiales 0:3       |
| 2 maja 1999 | Cerro Porteño – Club Guaraní 1:1               |

### Tabela końcowa Apertura 1999
| Poz | Klub                  | Mecze | Zw | Rem | Por | Pkt | BrZd | BrStr |
| --- | --------------------- | ----- | -- | --- | --- | --- | ---- | ----- |
| 1   | Club Olimpia          | 10    | 8  | 2   | 0   | 26  | 26   | 8     |
| 2   | Sportivo Luqueño      | 10    | 6  | 3   | 1   | 21  | 22   | 13    |
| 3   | Cerro Porteño         | 10    | 5  | 4   | 1   | 19  | 21   | 12    |
| 4   | Club Guaraní          | 10    | 4  | 4   | 2   | 16  | 16   | 12    |
| 5   | Club Sol de América   | 10    | 4  | 3   | 3   | 15  | 13   | 9     |
| 6   | Sportivo San Lorenzo  | 10    | 3  | 4   | 3   | 13  | 15   | 14    |
| 7   | Atlético Colegiales   | 10    | 4  | 1   | 5   | 13  | 16   | 19    |
| 8   | 12 de Octubre Itaugua | 10    | 2  | 5   | 3   | 11  | 11   | 12    |
| 9   | Cerro Corá Asunción   | 10    | 2  | 3   | 5   | 9   | 17   | 23    |
| 10  | Club Presidente Hayes | 10    | 0  | 4   | 6   | 4   | 10   | 22    |
| 11  | Resistencia SC        | 10    | 0  | 1   | 9   | 1   | 6    | 29    |

Przed Liguillą czołowe 6 klubów otrzymało dodatkowe bonusy w zależności od zajętego miejsca – klub na pierwszym miejscu otrzymał 3 punkty, na drugim – 2,5 punktu, na trzecim – 2 punkty, czwarty – 1,5 punktu, piąty – 1 punkt i szósty – 0,5 punktu.

### Liguilla Apertura
| Data         | Mecz                                             |
| ------------ | ------------------------------------------------ |
| 9 maja 1999  | Cerro Porteño – Atlético Colegiales 1:4          |
| 9 maja 1999  | Club Guaraní – Sportivo Luqueño 2:0              |
| 9 maja 1999  | 12 de Octubre Itaugua – Club Sol de América 2:0  |
| 9 maja 1999  | Sportivo San Lorenzo – Club Olimpia 2:2          |
| 16 maja 1999 | Cerro Porteño – Club Guaraní 2:1                 |
| 16 maja 1999 | Atlético Colegiales – Sportivo Luqueño 2:0       |
| 16 maja 1999 | Club Olimpia – 12 de Octubre Itaugua 2:1         |
| 16 maja 1999 | Sportivo San Lorenzo – Club Sol de América 0:2   |
| 23 maja 1999 | Club Sol de América – Club Olimpia 2:5           |
| 23 maja 1999 | 12 de Octubre Itaugua – Sportivo San Lorenzo 2:1 |
| 23 maja 1999 | Sportivo Luqueño – Cerro Porteño 0:1             |
| 23 maja 1999 | Atlético Colegiales – Club Guaraní 3:0           |

W poniższych tabelach uwzględniono otrzymane wcześniej bonusy za pozycję w tabeli pierwszej fazy turnieju Apertura.
| Poz | Klub                  | Mecze | Zw | Rem | Por | Pkt | BrZd | BrStr |
| --- | --------------------- | ----- | -- | --- | --- | --- | ---- | ----- |
| 1   | Club Olimpia          | 3     | 2  | 1   | 0   | 10  | 9    | 5     |
| 2   | 12 de Octubre Itaugua | 3     | 2  | 0   | 1   | 6   | 5    | 3     |
| 3   | Club Sol de América   | 3     | 1  | 0   | 2   | 4   | 4    | 7     |
| 4   | Sportivo San Lorenzo  | 3     | 0  | 1   | 2   | 1,5 | 3    | 6     |

| Poz | Klub                | Mecze | Zw | Rem | Por | Pkt | BrZd | BrStr |
| --- | ------------------- | ----- | -- | --- | --- | --- | ---- | ----- |
| 1   | Atlético Colegiales | 3     | 3  | 0   | 0   | 9   | 9    | 1     |
| 2   | Cerro Porteño       | 3     | 2  | 0   | 1   | 8   | 4    | 5     |
| 3   | Club Guaraní        | 3     | 1  | 0   | 2   | 4,5 | 3    | 5     |
| 4   | Sportivo Luqueño    | 3     | 0  | 0   | 3   | 2,5 | 0    | 5     |

### 1/2 finału
| Data         | Mecz                                            |
| ------------ | ----------------------------------------------- |
| 30 maja 1999 | Club Olimpia – Cerro Porteño 1:0                |
| 30 maja 1999 | Atlético Colegiales – 12 de Octubre Itaugua 1:0 |

### Finał
| Data           | Mecz                                   |
| -------------- | -------------------------------------- |
| 4 czerwca 1999 | Atlético Colegiales – Club Olimpia 0:1 |
| 6 czerwca 1999 | Club Olimpia – Atlético Colegiales 1:0 |

Zwycięzcą turnieju Apertura w roku 1999 został klub Club Olimpia.

## Torneo Clausura 1999

### Clausura 1
| Data          | Mecz                                            |
| ------------- | ----------------------------------------------- |
| 25 lipca 1999 | Club Guaraní – Club Olimpia 1:1                 |
| 25 lipca 1999 | Atlético Colegiales – Sportivo San Lorenzo 1:1  |
| 25 lipca 1999 | Club Sol de América – Club Presidente Hayes 0:1 |
| 25 lipca 1999 | Sportivo Luqueño – Resistencia SC 3:0           |
| 25 lipca 1999 | 12 de Octubre Itaugua – Cerro Porteño 0:0       |

### Clausura 2
| Data            | Mecz                                          |
| --------------- | --------------------------------------------- |
| 1 sierpnia 1999 | Club Presidente Hayes – Club Guaraní 0:0      |
| 1 sierpnia 1999 | Resistencia SC – Club Sol de América 0:0      |
| 1 sierpnia 1999 | Cerro Corá Asunción – Atlético Colegiales 1:0 |
| 1 sierpnia 1999 | Club Olimpia – 12 de Octubre Itaugua 1:1      |
| 1 sierpnia 1999 | Sportivo Luqueño – Sportivo San Lorenzo 3:3   |

### Clausura 3
| Data            | Mecz                                            |
| --------------- | ----------------------------------------------- |
| 8 sierpnia 1999 | Club Olimpia – Atlético Colegiales 2:1          |
| 8 sierpnia 1999 | 12 de Octubre Itaugua – Club Sol de América 1:1 |
| 8 sierpnia 1999 | Resistencia SC – Sportivo San Lorenzo 0:0       |
| 8 sierpnia 1999 | Club Presidente Hayes – Cerro Corá Asunción 1:1 |
| 8 sierpnia 1999 | Sportivo Luqueño – Cerro Porteño 3:1            |

### Clausura 4
| Data             | Mecz                                          |
| ---------------- | --------------------------------------------- |
| 15 sierpnia 1999 | Club Presidente Hayes – Cerro Porteño 0:2     |
| 15 sierpnia 1999 | Resistencia SC – 12 de Octubre Itaugua 0:2    |
| 15 sierpnia 1999 | Cerro Corá Asunción – Club Sol de América 1:2 |
| 15 sierpnia 1999 | Sportivo San Lorenzo – Club Guaraní 1:1       |
| 15 sierpnia 1999 | Atlético Colegiales – Sportivo Luqueño 2:1    |

### Clausura 5
| Data             | Mecz                                             |
| ---------------- | ------------------------------------------------ |
| 22 sierpnia 1999 | Club Guaraní – Cerro Corá Asunción 2:2           |
| 22 sierpnia 1999 | Club Olimpia – Club Presidente Hayes 1:1         |
| 22 sierpnia 1999 | Club Sol de América – Atlético Colegiales 0:0    |
| 22 sierpnia 1999 | 12 de Octubre Itaugua – Sportivo San Lorenzo 1:1 |
| 22 sierpnia 1999 | Cerro Porteño – Resistencia SC 8:1               |

### Clausura 6
| Data             | Mecz                                            |
| ---------------- | ----------------------------------------------- |
| 29 sierpnia 1999 | Cerro Corá Asunción – 12 de Octubre Itaugua 1:1 |
| 29 sierpnia 1999 | Atlético Colegiales – Club Guaraní 2:2          |
| 29 sierpnia 1999 | Sportivo Luqueño – Club Sol de América 3:1      |
| 29 sierpnia 1999 | Sportivo San Lorenzo – Cerro Porteño 1:0        |
| 29 sierpnia 1999 | Club Olimpia – Resistencia SC 2:0               |

### Clausura 7
| Data            | Mecz                                            |
| --------------- | ----------------------------------------------- |
| 5 września 1999 | Cerro Porteño – Cerro Corá Asunción 4:1         |
| 5 września 1999 | 12 de Octubre Itaugua – Atlético Colegiales 2:0 |
| 5 września 1999 | Club Presidente Hayes – Resistencia SC 2:0      |
| 5 września 1999 | Club Guaraní – Sportivo Luqueño 0:3             |
| 5 września 1999 | Sportivo San Lorenzo – Club Olimpia 1:1         |

### Clausura 8
| Data             | Mecz                                             |
| ---------------- | ------------------------------------------------ |
| 12 września 1999 | Club Olimpia – Cerro Corá Asunción 3:0           |
| 12 września 1999 | Sportivo San Lorenzo – Club Presidente Hayes 0:0 |
| 12 września 1999 | Sportivo Luqueño – 12 de Octubre Itaugua 3:5     |
| 12 września 1999 | Club Sol de América – Club Guaraní 0:1           |
| 12 września 1999 | Atlético Colegiales – Cerro Porteño 0:1          |

### Clausura 9
| Data             | Mecz                                              |
| ---------------- | ------------------------------------------------- |
| 19 września 1999 | Resistencia SC – Club Guaraní 1:2                 |
| 19 września 1999 | Sportivo San Lorenzo – Club Sol de América 2:1    |
| 19 września 1999 | Club Presidente Hayes – 12 de Octubre Itaugua 1:1 |
| 19 września 1999 | Sportivo Luqueño – Cerro Corá Asunción 2:1        |
| 19 września 1999 | Club Olimpia – Cerro Porteño 0:3                  |

### Clausura 10
| Data             | Mecz                                            |
| ---------------- | ----------------------------------------------- |
| 26 września 1999 | Club Sol de América – Cerro Porteño 0:3         |
| 26 września 1999 | Sportivo Luqueño – Club Olimpia 1:1             |
| 26 września 1999 | Cerro Corá Asunción – Resistencia SC 2:0        |
| 26 września 1999 | Atlético Colegiales – Club Presidente Hayes 3:0 |
| 26 września 1999 | Club Guaraní – 12 de Octubre Itaugua 2:2        |

### Clausura 11
| Data                | Mecz                                           |
| ------------------- | ---------------------------------------------- |
| 1 października 1999 | Club Sol de América – Club Olimpia 0:1         |
| 3 października 1999 | Cerro Porteño – Club Guaraní 3:2               |
| 3 października 1999 | Club Presidente Hayes – Sportivo Luqueño 0:0   |
| 3 października 1999 | Sportivo San Lorenzo – Cerro Corá Asunción 1:0 |
| 3 października 1999 | Resistencia SC – Atlético Colegiales 2:0       |

### Tabela końcowa Clausura 1999
| Poz | Klub                  | Mecze | Zw | Rem | Por | Pkt | BrZd | BrStr |
| --- | --------------------- | ----- | -- | --- | --- | --- | ---- | ----- |
| 1   | Cerro Porteño         | 10    | 7  | 1   | 2   | 22  | 25   | 8     |
| 2   | Sportivo Luqueño      | 10    | 5  | 3   | 2   | 18  | 22   | 14    |
| 3   | Club Olimpia          | 10    | 4  | 5   | 1   | 17  | 13   | 9     |
| 4   | Sportivo San Lorenzo  | 10    | 3  | 7   | 0   | 16  | 11   | 8     |
| 5   | 12 de Octubre Itaugua | 10    | 3  | 7   | 0   | 16  | 16   | 10    |
| 6   | Club Guaraní          | 10    | 2  | 6   | 2   | 12  | 13   | 15    |
| 7   | Club Presidente Hayes | 10    | 2  | 6   | 2   | 12  | 6    | 8     |
| 8   | Atlético Colegiales   | 10    | 2  | 3   | 5   | 9   | 9    | 12    |
| 9   | Cerro Corá Asunción   | 10    | 2  | 3   | 5   | 9   | 10   | 16    |
| 10  | Club Sol de América   | 10    | 1  | 3   | 6   | 6   | 5    | 13    |
| 11  | Resistencia SC        | 10    | 1  | 2   | 7   | 5   | 4    | 21    |

Przed Liguillą czołowe 6 klubów otrzymało dodatkowe bonusy w zależności od zajętego miejsca – klub na pierwszym miejscu otrzymał 3 punkty, na drugim – 2,5 punktu, na trzecim – 2 punkty, czwarty – 1,5 punktu, piąty – 1 punkt i szósty – 0,5 punktu.

### Liguilla Clausura
| Data                 | Mecz                                            |
| -------------------- | ----------------------------------------------- |
| 8 października 1999  | Cerro Corá Asunción – Club Guaraní 2:0          |
| 8 października 1999  | Cerro Porteño – Sportivo San Lorenzo 3:0        |
| 9 października 1999  | 12 de Octubre Itaugua – Atlético Colegiales 1:0 |
| 9 października 1999  | Sportivo Luqueño – Club Olimpia 3:1             |
| 23 października 1999 | Sportivo Luqueño – 12 de Octubre Itaugua 1:1    |
| 23 października 1999 | Club Olimpia – Atlético Colegiales 3:0          |
| 24 października 1999 | Cerro Porteño – Cerro Corá Asunción 2:2         |
| 24 października 1999 | Sportivo San Lorenzo – Club Guaraní 3:2         |
| 31 października 1999 | Cerro Porteño – Club Guaraní 1:0                |
| 31 października 1999 | Cerro Corá Asunción – Sportivo San Lorenzo 2:1  |
| 31 października 1999 | Club Olimpia – 12 de Octubre Itaugua 1:0        |
| 31 października 1999 | Sportivo Luqueño – Atlético Colegiales 1:2      |

W poniższych tabelach uwzględniono otrzymane wcześniej bonusy za pozycję w tabeli pierwszej fazy turnieju Clausura.
| Poz | Klub                 | Mecze | Zw | Rem | Por | Pkt | BrZd | BrStr |
| --- | -------------------- | ----- | -- | --- | --- | --- | ---- | ----- |
| 1   | Cerro Porteño        | 2     | 1  | 1   | 0   | 7   | 5    | 2     |
| 2   | Sportivo San Lorenzo | 2     | 1  | 0   | 1   | 4,5 | 3    | 5     |
| 3   | Cerro Corá Asunción  | 2     | 1  | 1   | 0   | 4   | 4    | 2     |
| 3   | Club Guaraní         | 2     | 0  | 0   | 2   | 0,5 | 2    | 5     |

| Poz | Klub                  | Mecze | Zw | Rem | Por | Pkt | BrZd | BrStr |
| --- | --------------------- | ----- | -- | --- | --- | --- | ---- | ----- |
| 1   | Sportivo Luqueño      | 2     | 1  | 1   | 0   | 6,5 | 4    | 2     |
| 2   | Club Olimpia          | 2     | 1  | 0   | 1   | 5   | 4    | 3     |
| 3   | 12 de Octubre Itaugua | 2     | 1  | 1   | 0   | 5   | 2    | 1     |
| 4   | Atlético Colegiales   | 2     | 0  | 0   | 2   | 0   | 0    | 4     |

### 1/2 finału
| Data             | Mecz                                            |
| ---------------- | ----------------------------------------------- |
| 7 listopada 1999 | Cerro Porteño – Sportivo Luqueño 1:1, karne 4:3 |
| 7 listopada 1999 | Club Olimpia – Cerro Corá Asunción 0:1          |

### Finał
| Data              | Mecz                                                               |
| ----------------- | ------------------------------------------------------------------ |
| 14 listopada 1999 | Cerro Corá Asunción – Cerro Porteño 0:3 Campos, Alvarenga, Cohener |
| 21 listopada 1999 | Cerro Porteño – Cerro Corá Asunción 2:1 Cohener, Román – Pérez k   |

Zwycięzcą turnieju Clausura w roku 1999 został klub Cerro Porteño

## Campeonato Paraguay 1999
Paragwaj miał prawo wystawić w Copa Libertadores 2000 trzy kluby. Pierwsze dwa miejsca otrzymał mistrz i wicemistrz kraju, a o trzecie miejsce rozegrano baraż.
| Data              | Mecz                                          |
| ----------------- | --------------------------------------------- |
| 26 listopada 1999 | Cerro Corá Asunción – Atlético Colegiales 1:2 |

O tytuł mistrza Paragwaju zmierzył się mistrz turnieju Apertura klub Club Olimpia z mistrzem turnieju Clausura klubem Cerro Porteño.
| Data              | Mecz |
| ----------------- | --- |
| 28 listopada 1999 | Club Olimpia – Cerro Porteño 1:0 Valdez                                                                                              |
| 5 grudnia 1999    | Cerro Porteño – Club Olimpia 2:3 Osvaldo Peralta 15, Juan Manuel Sara 30 – Carlos Paredes 40, Virginio Cáceres 60, Walter Avalos 90k |

Mistrzem Paragwaju w roku 1999 został klub Club Olimpia.

## Sumaryczna tabela sezonu 1999
Połączenie fazy ligowej turnieju Apertura oraz fazy ligowej turnieju Clausura.
| Poz | Klub                  | Mecze | Zw | Rem | Por | Pkt | BrZd | BrStr |
| --- | --------------------- | ----- | -- | --- | --- | --- | ---- | ----- |
| 1   | Club Olimpia          | 20    | 12 | 7   | 1   | 43  | 39   | 17    |
| 2   | Cerro Porteño         | 20    | 12 | 5   | 3   | 41  | 46   | 20    |
| 3   | Sportivo Luqueño      | 20    | 11 | 6   | 3   | 39  | 44   | 27    |
| 4   | Sportivo San Lorenzo  | 20    | 6  | 11  | 3   | 29  | 26   | 22    |
| 5   | Club Guaraní          | 20    | 6  | 10  | 4   | 28  | 29   | 27    |
| 6   | 12 de Octubre Itaugua | 20    | 5  | 12  | 3   | 27  | 27   | 22    |
| 7   | Atlético Colegiales   | 20    | 6  | 4   | 10  | 22  | 25   | 31    |
| 8   | Club Sol de América   | 20    | 5  | 6   | 9   | 21  | 18   | 22    |
| 9   | Cerro Corá Asunción   | 20    | 4  | 6   | 10  | 18  | 27   | 39    |
| 10  | Club Presidente Hayes | 20    | 2  | 10  | 8   | 16  | 16   | 30    |
| 11  | Resistencia SC        | 20    | 1  | 3   | 16  | 6   | 10   | 50    |